# Michael Amon
Michael Amon (ur. 22 grudnia 1961 w Wiedniu) – austriacki okulista, mikrochirurg; specjalizuje się w chirurgii zaćmy oraz chirurgii refrakcyjnej; od 2016 profesor Prywatnego Uniwersytetu im. Zygmunta Freuda w Wiedniu. 

## Życiorys
Studia medyczne ukończył w rodzinnym Wiedniu w 1986. Zaraz po studiach został zatrudniony w uniwersyteckiej klinice okulistycznej, gdzie pracował przez 22 lata, do 2008 roku. Specjalizację z okulistyki uzyskał w 1992. W tym samym roku otrzymał prawo prowadzenia wykładów akademickich (veniam legendi). W 1995 zdał egzamin International Council of Ophthalmology uzyskując tytuł FEBO (Fellow of the European Board of Ophthalmology). 
Stanowisko profesorskie Medycznego Uniwersytetu Wiedeńskiego uzyskał w 2009. Rok wcześniej (2008) został zatrudniony jako szef kliniki okulistycznej w wiedeńskim Szpitalu Zakonu Bonifratrów (niem. Krankenhaus der Barmherzigen Brüder Wien). Od 2016 jest profesorem okulistyki na Prywatnym Uniwersytecie im. Zygmunta Freuda (niem. Sigmund Freud Privatuniversität Wien, SFU).
W pracy badawczej i klinicznej zajmuje się szerokim spektrum chirurgii okulistycznej: głównie wszczepianiem soczewek wewnątrzgałkowych, chirurgią zaćmy (m.in. fakoemulsyfikacja), chirurgią refrakcyjną oraz leczeniem jaskry (m.in. witrektomia). 
Autor i współautor licznych artykułów publikowanych w wiodących recenzowanych czasopismach okulistycznych, m.in. w „American Journal of Ophthalmology", „Journal of Cataract and Refractive Surgery", „Ophthalmology", „Eye" oraz „British Journal of Ophthalmology".
W ramach Austriackiego Towarzystwa Okulistycznego (niem. Österreichische Ophthalmologische Gesellschaft, ÖOG) jest szefem komisji chirurgii zaćmy oraz implantacji wewnątrzgałkowych. W kadencji 1998-1999 był prezesem Wiedeńskiego Towarzystwa Okulistycznego (niem. Wiener Ophthalmologische Gesellschaft, WOG). Ponadto należy także do Niemieckojęzycznego Towarzystwa Implantacji Soczewek Wewnątrzgałkowych i Chirurgii Refrakcyjnej (niem. Deutschsprachige Gesellschaft für Intraokularlinsenimplanation und Refraktive Chirurgie, DGII) oraz Europejskiego Towarzystwa Chirurgów Zaćmy i Refrakcyjnych (ang. European Society of Cataract and Refractive Surgeons, ESCRS), w ramach którego od 2015 jest członkiem głównej rady. Jest też członkiem rady redakcyjnej czasopisma „Journal of Cataract and Refractive Surgery" oraz członkiem International Intraocular Implant Club (IIIC) zrzeszającego wiodących chirurgów-okulistów zajmujących się implantami wewnątrzgałkowymi.